# 選言肯定
選言肯定（せんげんこうてい、英: Affirming a disjunct）は、次のような形式の誤謬である。
A または B
A である
従って、B ではない
A または B
B である
従って A ではない
この誤謬は、論理和の一方が真であるとき両方が真である可能性もあるのに、もう一方が偽であると結論付けることから生じる。よく似た形式だが妥当な形式として、小前提が否定となっているものがあり、それを選言三段論法と呼ぶ。
誤謬であることが明らかな選言肯定の例をあげる。
明日、どこかで雨が降るか、あるいはどこかで晴れるだろう。
明日、どこかで雨が降るだろう（天気予報によれば、明日このあたりで雨が降る）。
従って、明日どこかで晴れることはない。
この推論は明らかに妥当ではない。地球上に晴れている地点は必ず存在する。前提はどちらも明らかに正しいが、結論は明らかに間違っている。
次の例はやや技巧的である。
2 は偶数であるか、あるいは奇数である。
2 は偶数である。
従って、2 は奇数ではない。
この論証が妥当に見えるのは、「あるいは」のもう1つの意味（論理和ではなく排他的論理和）を使っているように見えるためである。この論理和が排他的なら、「あるいは」は一方が真なら他方が偽であることを暗に示しており、この論証は妥当ということになる。しかし、命題論理における曖昧さを排除するために「あるいは」の意味を厳密に定めると、この論証は妥当ではなくなる。その場合、「あるいは」は排他的ではなく、両方が真の場合を許容する。この論証に暗黙の前提を明示することで妥当な論証にすることができる。
2 は偶数であるか、あるいは奇数である。
2 は偶数である。
数は、同時に偶数であり奇数であるということはない。
従って、2 は奇数ではない。